# Пасха в Польше
Пасха в Польше (пол. Wielkanoc w Polsce) — государственный праздник по григорианскому календарю, является одним из главных праздников Республики Польша, который часто сравнивают по важности с Рождеством Христовым. С Пасхой связано множество польских обычаев и традиций.
Пасху в Польше праздновали со времен христианизации страны в средневековьи. В период разделов Речи Посполитой Пасха также была важным патриотическим праздником, который напоминал полякам об их культуре.
Пасха также важна для американцев польского происхождения и других польских диаспорян.
Согласно опросу 2012 года, около 90 % поляков соблюдают некоторые пасхальные обычаи, а более 50 % принимают участие в праздновании христианской Пасхи.

## Традиции

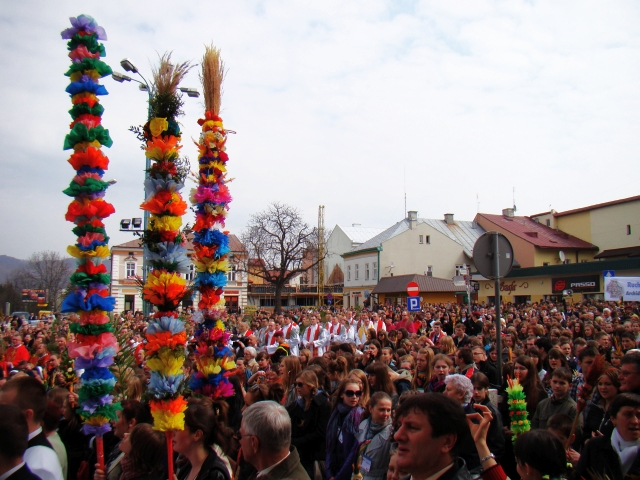
Пальмовое воскресенье, Пасхальные вербницы

Некоторые польские пасхальные традиции уходят в ранние языческие верования; другие являются слиянием языческих и принятых христианских традиций. Среди них польская пасхальная корзинка (пол. święconka), который готовят в Великую субботу, и пасхальные яйца (пол. pisanki). Во время Пасхи работа, как профессиональная, так и домашняя, сведена к минимуму. Поскольку Польша преимущественно католическая страна, пасхальные традиции также преимущественно католические, хотя большинство религиозных меньшинств тоже соблюдают свои обычаи, связанные с Пасхой.
За неделю до Пасхи, в Пальмовое воскресенье (пол. Niedziela Palmowa), поляки выставляют пасхальные пальмы. Традиционно празднование Пасхи начинается в Пасхальное воскресенье с Пасхального богослужения, после которого происходит процессия Воскресение. Во время процессии часто поют религиозные песни, связанные с Пасхой.
Дома поляки во время пасхального завтрака дарят друг другу пасхальные яйца. Пасхальный стол украшают пасхальными яйцами и другими символами, такими как Агнец Божий (маленькая фигурка, часто изваянная из съедобных веществ, таких как сахар, хлеб или масло), подобные небольшие фигурки цыплят и кроликов (пасхальных кроликов), и весенние цветы или веточки растений, таких как самшит. Типичные блюда на Пасху включают яйца, мясо, например колбасу, супы, такие как жур и борщ, а также мазурки и стрекозу.

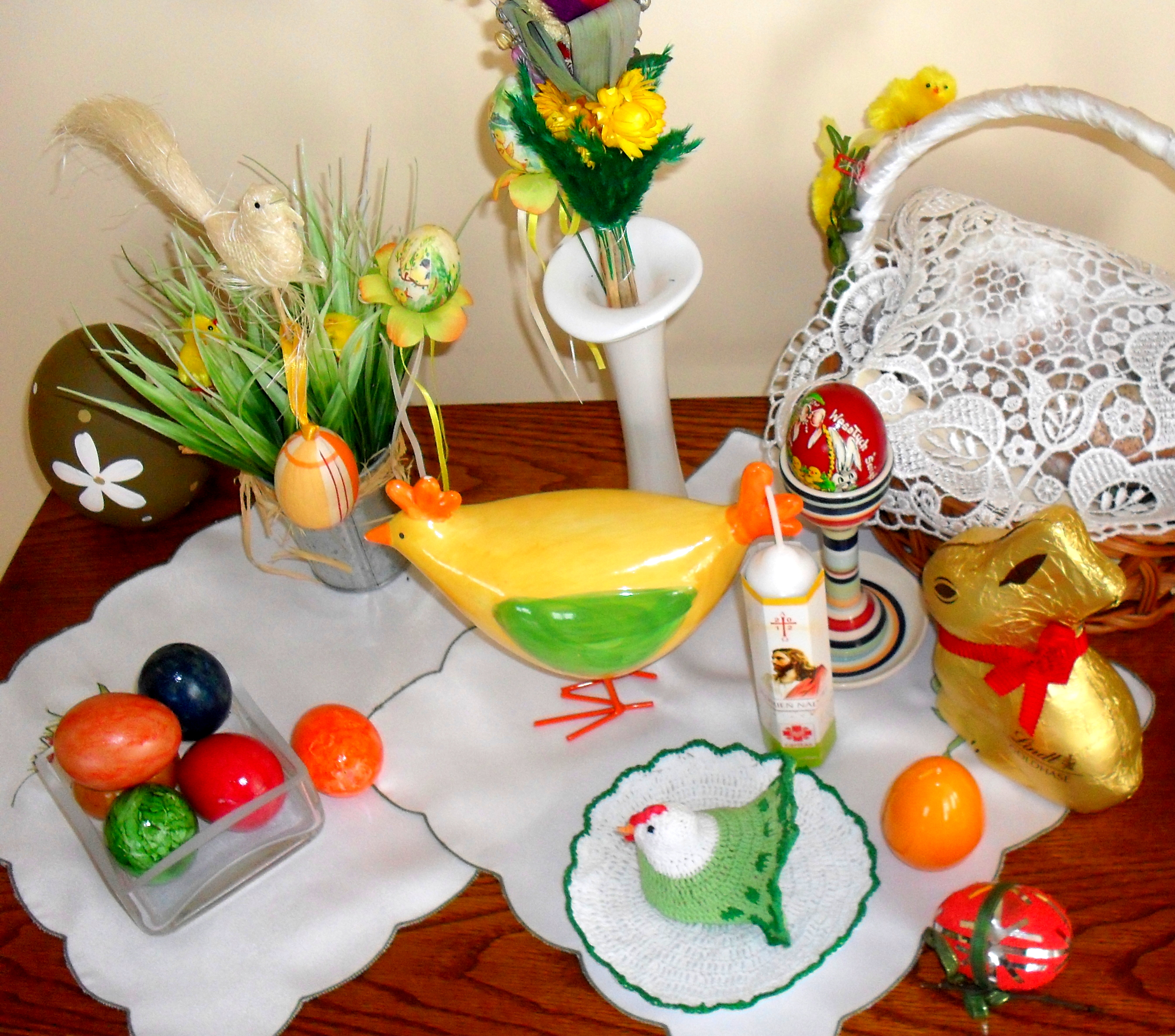
Пасхальные украшения, включая петуха, кролика и писанки

Второй день Пасхи, Поливальный понедельник (пол. Śmigus-dyngus), имеет свои обычаи, такие как опрыскивание других людей водой, как на Украине. Существуют также другие игры, многие из которых включают в себя пасхальные яйца, например набитые.

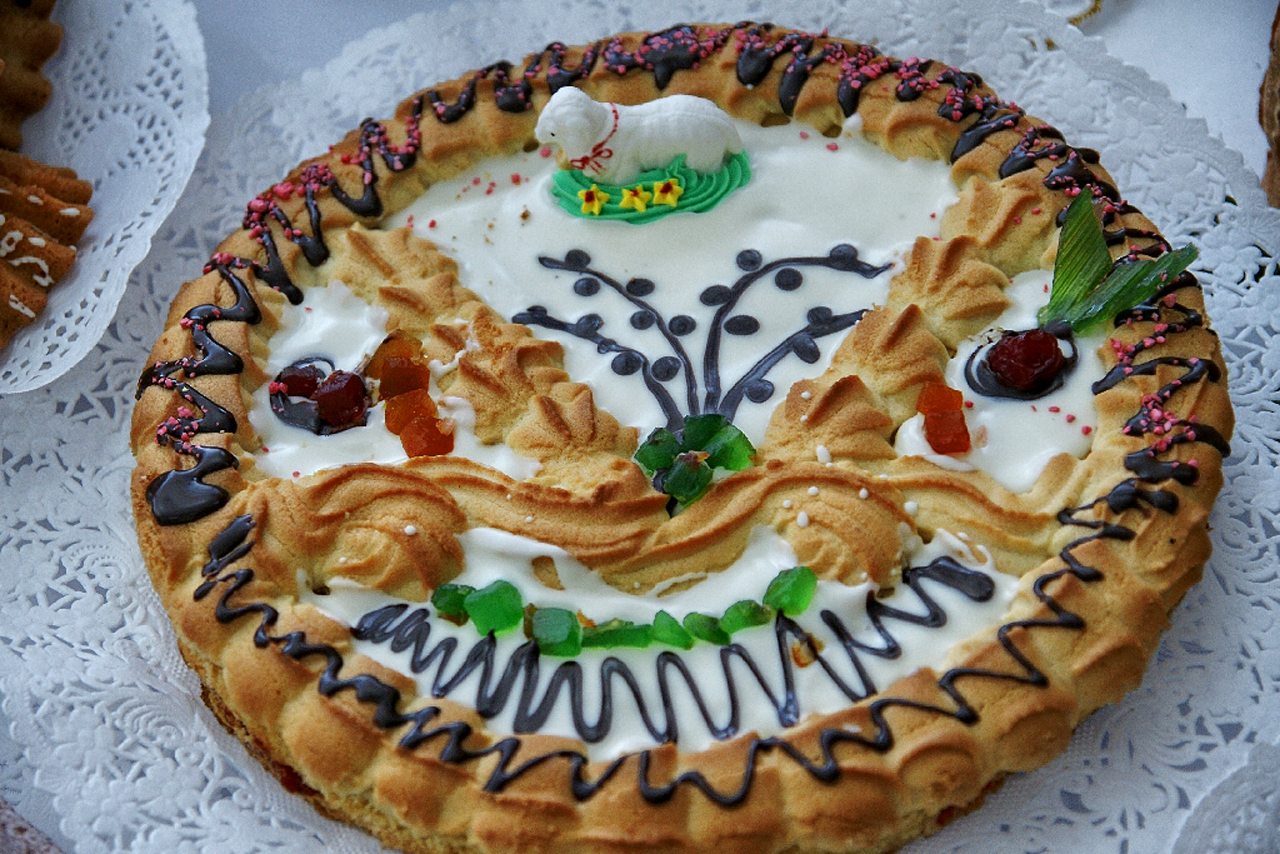
Мазурки со съедобной фигуркой Агнца Божьего

Польские пасхальные традиции, некоторые из которых отличаются в зависимости от воеводства, включают:
- Выкупок
- Пасхальный заяц
- Пасхальная пальма
- Пасхальные сивки[пол.]
- Пасхальные турки[пол.]
- Горькие жалости[пол.]
- Дзяды смигустные[пол.]
- Эмаус (праздник)
- Жандары[пол.]
- Жирный четверг
- Пальмовый Иисусик[пол.]
- Пжывовки[пол.]
- Писанка
- Поливальный понедельник
- Похороны поста
- Пухероки[пол.]
- Свенцонка
- Сожжение Иуды[англ.]
- Сюда-баба
- Ренкавка
- Хождение с петухом
- Шмергуст[пол.]